# Asfar
Asfar (hebr. אספר) – wieś i osiedle żydowskie położone w Samorządzie Regionu Gusz Ecjon, w Dystrykcie Judei i Samarii, w Izraelu.

## Położenie
Osiedle jest położone w bloku Gusz Ecjon w górach Judzkich, na północ od Hebronu w Judei, w otoczeniu terytoriów Autonomii Palestyńskiej.

## Historia
Osadę założyli w 1983 żydowscy osadnicy.